# Артынское сельское поселение
Артынское се́льское поселе́ние — муниципальное образование в Муромцевском районе Омской области Российской Федерации.
Административный центр — село Артын.

## История
Статус и границы сельского поселения установлены Законом Омской области от 30 июля 2004 года № 548-ОЗ «О границах и статусе муниципальных образований Омской области»

## Население
| 2010  | 2011  | 2012  | 2013  | 2014  | 2015  | 2016  |
| ----- | ----- | ----- | ----- | ----- | ----- | ----- |
| 1525  | ↘1519 | ↘1483 | ↘1432 | ↘1387 | ↘1330 | ↘1301 |
| 2017  | 2018  | 2019  | 2020  | 2021  | 2023  |       |
| ↘1258 | ↘1203 | ↘1177 | ↘1159 | ↘1058 | ↘1020 |       |

## Состав сельского поселения
| № | Населённый пункт | Тип населённого пункта       | Население |
| - | ---------------- | ---------------------------- | --------- |
| 1 | Артын            | село, административный центр | ↘1082     |
| 2 | Карташово        | деревня                      | ↘402      |
| 3 | Сеткуловка       | деревня                      | ↘41       |